# Evangelický kostel (Jirkov)
Evangelický kostel v Jirkově (německy Evangelische Kirche in Görkau) byl evangelický luteránský farní kostel v Jirkově v severních Čechách. Kostel postavený roku 1863 sloužil zdejší německé evangelické komunitě, po odsunu českých Němců po roce 1945 chátral a nakonec byl roku 1984 zbořen. Nacházel se na parcele v pozdější ulici Jezerská.

## Historie

### Protestantství v Jirkově
Reformace se v Jirkově prosadila již v polovině 16. století, když Bohuslav Felix Hasištejnský z Lobkovic, od roku 1570 vrchní zemský soudce v Čechách a majitel panství Chomutov, zpřístupnil modlitebnu zasvěcenou Nejsvětější Trojici, tzv. Lutherboden, protestantům jeho panství na sídle Červený hrádek. Na počátku třicetileté války, po bitvě na Bílé hoře v roce 1620, byla protestantská obec rozpuštěna a její členové byli po vyhlášení Obnoveného zřízení zemského nuceni v roce 1626 přestoupit na katolickou víru, nebo se vystěhovat. Teprve vydáním josefského tolerančního patentu Josefem II. v roce 1781 byl v Jirkově roku 1824 znovu vytvořen samostatný protestantský sbor. Ten zpočátku fungoval jakožto přifařený k farnosti Haber, roku 1858 byl pak povýšen na samostatnou farnost.

### Vznik kostela
Vydáním protestantského patentu z roku 1861 císařem Františkem Josefem I., který přinesl zrovnoprávnění protestantismu s katolickou vírou v Habsburské monarchii, byl na severovýchodním okraji Jirkova v letech 1861 až 1863 postaven protestantský kostel. Finančně projekt podpořila zejména Jednota Gustava Adolfa, původně švédská nadace, jejímž cílem byl vznik protestantských kostelů v evropských regionech s převahou katolické církve. Kostelní stavba, postavená v novorománském, tzv. obloučkovém stylu, v té době hojně využívaném u protestantských církevních staveb, byla vystavěna jako sálový kostel se sedlovou střechou na vnitřní straně, křížového půdorysu se štítovým středním rizalitem a věží s osmibokou jehlanovou střechou. Varhany v kostele postavil varhanář Friedrich Ladegast ze sasko-anhaltského Weißenfelsu.

### Zánik
Kostel sloužil především věřícím z řad většinově německého obyvatelstva Jirkovska až do roku 1945, kdy došlo k jejich nucenému odsunu do Západního či Východního Německa a Rakouska. Po roce 1948 byl kostel nejprve předán Církvi československé husitské, která jej nakonec využívala jako skladiště. Budova pak zůstala od roku 1960 nevyužita a nadále chátrala. V 80. letech 20. století bylo rozhodnuto o její demolici, která proběhla 27. dubna 1984. Na parcele byly následně postaveny rodinné domy.